# Розстшали
Розстшали (пол. Rozstrzały) — село в Польщі, у гміні Черніково Торунського повіту Куявсько-Поморського воєводства.